# إينابا ماساو
إينابا ماساو (باليابانية: 稲葉正夫؛ بالكانا: いなば まさお) هو عسكري ياباني، ولد في 1 مايو 1908، وتوفي في 10 أكتوبر 1973.